# Lea Friedrich
Lea Sophie Friedrich (Dassow, 7 de janeiro de 2000) é uma desportista alemã que compete no ciclismo na modalidade de pista, especialista nas provas de velocidade.
Ganhou duas medalhas de ouro no Campeonato Mundial de Ciclismo em Pista de 2020 e três medalhas no Campeonato Europeu de Ciclismo em Pista de 2019.

## Medalheiro internacional
| Campeonato Mundial | Campeonato Mundial         | Campeonato Mundial | Campeonato Mundial     |
| Ano                | Lugar                      | Medalha            | Competição             |
| ------------------ | -------------------------- | ------------------ | ---------------------- |
| 2020               | Berlim ( Alemanha)         | Medalha de ouro    | Velocidade por equipas |
| 2020               | Berlim ( Alemanha)         | Medalha de ouro    | 500 m contrarrelógio   |
| Campeonato Europeu |                            |                    |                        |
| Ano                | Lugar                      | Medalha            | Competição             |
| 2019               | Apeldoorn ( Países Baixos) | Medalha de prata   | Velocidade por equipas |
| 2019               | Apeldoorn ( Países Baixos) | Medalha de prata   | Keirin                 |
| 2019               | Apeldoorn ( Países Baixos) | Medalha de bronze  | Velocidade individual  |